# Park Hae-jin
Park Hae-jin (Busan, 1º maggio 1983) è un modello e attore sudcoreano.

## Filmografia

### Cinema
- Jeotgalag (젓가락) (2010) – cameo
- Seolhae (설해), regia di Kim Jung-kwon (2014)

### Televisione
- Somunnan chilgongju (소문난 칠공주) – serie TV (2006)
- Haneul mankeum ttangmankeum (하늘만큼 땅만큼) – serie TV (2007)
- Paemilli-ga Tteotda (패밀리가 떴다) (2008-2010)
- Eden-ui dongjjok (에덴의 동쪽) – serie TV (2008)
- Yeolhyeol jangsaggun (열혈장사꾼) – serie TV (2009)
- Qian duoduo jia ren ji (钱多多嫁人记) – serie TV (2011)
- Ling yi zhong canlan shenghuo (另一种灿烂生活) – serie TV (2012)
- Nae ttal Seo-yeong-i (내 딸 서영이) – serie TV (2012-2013)
- Byeor-eseo on geudae (별에서 온 그대) – serie TV (2013-2014)
- Doctor ibang-in (닥터 이방인) – serie TV (2014)
- Nappeun nyeoseokdeul (나쁜 녀석들) – serie TV (2014)
- Cheese in the Trap (치즈인더트랩?, Chijeu in deo teuraepLR) – serie TV (2016)
- Man to Man (맨투맨?, Maen tu maenLR) – serie TV (2017)
- Jigeumbuteo, showtime! (지금부터, 쇼타임!?) – serie TV (2022)
- Il voto della morte (국민사형투표?, GungminsahyeongtupyoLR) – serie TV (2023)

## Riconoscimenti
| Anno | Premio                     | Categoria                                             | Opera nominata               | Risultato       |
| ---- | -------------------------- | ----------------------------------------------------- | ---------------------------- | --------------- |
| 2006 | KBS Drama Awards           | Miglior coppia con Lee Tae-ran                        | Somunnan chilkongju          | Vincitore/trice |
| 2006 | KBS Drama Awards           | Premio nuovo arrivato                                 | Somunnan chilkongju          | Vincitore/trice |
| 2007 | Baeksang Art Awards        | Premio nuovo arrivato                                 | Somunnan chilkongju          | Vincitore/trice |
| 2007 | KBS Drama Awards           | Miglior coppia con Han Hyo-joo                        | Haneul mankeum ddang mankeum | Vincitore/trice |
| 2007 | KBS Drama Awards           | Premio all'eccellenza, attore in un drama giornaliero | Haneul mankeum ddang mankeum | Vincitore/trice |
| 2008 | MBC Drama Awards           | Premio nuovo arrivato                                 | Eden-ui dongjjok             | Vincitore/trice |
| 2009 | Asia Model Festival Awards | Premio popolare stella maschile                       |                              | Vincitore/trice |
| 2014 | Baeksang Art Awards        | Attore più popolare in un drama                       | Byeor-eseo on geudae         | Candidato/a     |
| 2014 | Korea Drama Awards         | Premio all'eccellenza, attore                         | Byeor-eseo on geudae         | Candidato/a     |
| 2014 | Style Icon Awards          | Miglior dieci icone di stile                          |                              | Vincitore/trice |
| 2014 | APAN Star Awards           | Premio all'eccellenza, attore in una miniserie        | Byeor-eseo on geudae         | Candidato/a     |